# Голенков Єгор Дмитрович
Єгор Дмитрович Голенков (рос. Его́р Дми́триевич Голенко́в, нар. 7 липня 1999, Самара, Росія) — російський футболіст, нападник клубу «Ростов».

## Ігрова кар'єра

### Клубна
Єгор Голенков є вихованцем футбольної академії з міста Тольятті. Був капітаном команди з гравців 1999 року народження. Става призером і чемпіоном юнацьких змагань першості країни. У квітні 2015 року проходив десятиденний учбово - тренувальний збір у стані португальського «Спортінга». Після повернення додому мусив підписати контракт з клубом «Лада-Тольятті» але згодом опинився у молодіжній команді клубу «Крила Рад» із Самари. У жовтні 2016 року Голенко зіграв свою першу гру на професійному рівні.
Влітку 2017 року на правах оренди грав у молодіжній команді португальського клубу «Уніан Лейрія». Після повернення до Росії продовжив грати за «Крила Рад». У сезоні 2018/19 Голенко увійшов до топ-3 бомбардирів молодіжної першості країни.
Влітку 2021 року підписав дворічний контракт з чеським клубом «Сігма». Але не провів жодного матчу в основі команди і взимку 2022 року повернувся до Росії, де уклав п'ятирічну угоду з клубом РПЛ «Ростов».

### Збірна
У 2018 році Єгор Голенков провів два контрольні матчі у складі юнацької збірної Росії (U-20).

## Досягнення
Крила Рад
- Фіналіст Кубка Росії: 2020/21
- Переможець ФНЛ: 2020/21